# Соларино
Соларино (італ. Solarino, сиц. San Pàulu) — муніципалітет в Італії, у регіоні Сицилія, провінція иракуза.
Соларино розташоване на відстані близько 580 км на південний схід від Рима, 195 км на південний схід від Палермо, 15 км на захід від Сиракузи.
Населення — 8025 осіб (2014).
Щорічний фестиваль відбувається 25 січня та першої неділі серпня. Покровитель — святий Павло Apostolo.

## Демографія
Населення за роками:

Станом на 1 січня 2023 року в муніципалітеті офіційно проживали 393 іноземці з 38 країн, серед них 175 громадян країн Євросоюзу.

## Сусідні муніципалітети
- Флоридія
- Палаццоло-Акреїде
- Пріоло-Гаргалло
- Сиракуза
- Сортіно